# Mścichy (gmina)
Mścichy – dawna gmina wiejska istniejąca w XIX wieku w guberni łomżyńskiej. Siedzibą władz gminy był Mścichy.
Za Królestwa Polskiego gmina Mścichy należała do powiatu szczuczyńskiego w guberni łomżyńskiej. 31 maja 1870 gmina została zniesiona, a jej obszar włączony do nowo utworzonych gmin Radziłów i Wąsosz.